# Чувал чувал
„Чувал чувал“ е българска пънк група, производна на „Контрол“, но без участието на Кольо Гилъна. Вокалист на групата е българският артист Калин Сърменов. Единственият им албум се казва „Чувал чувал“. Той е издаден в малки чувалчета, в които се намира касетата/дискът. Членовете на групата изпълняват песните си облечени в чували вместо дрехи и с качулки на главите.

## Албумът
Албумът е издаден през 1997 година, и съдържа следните песни:
1. Интродукция – 0:43
2. Писна ми – 2:24
3. Нищо ново – 4:22
4. Серенада – 2:32
5. 2 копченца – 2:50
6. Аз съм готин – 2:44
7. Падам си по теб – 3:39
8. Твърде съм красив – 3:21
9. Няма свиня безсмъртна – 2:39
10. И без това ме няма – 3:12
11. Времето на „Няма“ – 4:07
12. Цигане – 2:29

## Състав
- Калин Сърменов – вокал
- Стоян Тенев – китара, вокал
- Владимир Попчев – бас, вокали
- Красимир Неделин – клавишни, вокали
- Огнян Кьосовски – ударни